# Burnettite
Il minerale burnettite (simbolo IMA: Bnet) è un inosilicato estremamente raro appartenente al gruppo del pirosseno con la composizione chimica idealizzata CaVAlSiO6.
Alla data del 2019 la burnettite è stata rilevata solo nel meteorite Allende, dove si presenta come un'inclusione nella melilite dell'inclusione ricca di calcio e alluminio (CAI) A-WP1. È uno dei primi minerali a cristallizzare dalla nebulosa presolare durante la formazione del sistema solare.

## Etimologia e storia
Già nel 1984, i pirosseni di calcio ricchi di vanadio nei meteoriti Allende sono stati descritti dai mineralogisti del California Institute of Technology di Pasadena, negli Stati Uniti. Questo è stato seguito da ritrovamenti di fassaiti ricche di vanadio, cioè cristalli misti kushiroite-grossmanite-davisite-diopside, nella condrite di Leoville (1992), nel CAI del meteorite Efremovka (2002), nella condrite carbonacea di Ningqiang (2003) e nella condrite carbonacea Murchison CM2; prima del 2013 Chi Ma e John R. Beckett hanno descritto il clinopirosseno di calcio vanadio come un nuovo minerale. L'hanno chiamato burnettite in onore del cosmochimico Donald S. Burnett del California Institute of Technology di Pasadena.
Nel 2012 sono stati prodotti e studiati spettroscopicamente diversi pirosseni di vanadio sintetici, tra cui l'equivalente sintetico della burnettite.

## Classificazione
Nella classificazione strutturale dell'Associazione Mineralogica Internazionale (IMA), la burnettite appartiene ai pirosseni di calcio del gruppo dei pirosseni, insieme ad augite, davisite, diopside, esseneite, petedunnite, grossmanite, hedenbergite, johannsenite, kushiroite e tissintite.
Poiché la burnettite è stata riconosciuta come minerale indipendente solo nel 2013, non si trova né nell'obsoleta 8ª edizione né nella 9ª edizione della sistematica dei minerali secondo Hugo Strunz, che è stata aggiornata l'ultima volta dall'IMA nel 2024. Anche la Sistematica dei lapis (Lapis-Systematik) di Stefan Weiß e la sistematica dei minerali secondo Dana, che viene utilizzata principalmente nel mondo anglosassone, non elencano la burnettite.
La classificazione Strunz della 9ª edizione è continuata dalla banca dati mineraria "Mindat.org", la burnettite è finora assegnata alla classe dei minerali "silicati e germanati" sulla base della sua composizione chimica.

## Chimica
La burnettite con la composizione idealizzata {\displaystyle \mathrm {^{[M2]}Ca\,^{[M1]}V^{3+}\,^{[T]}(AlSi)O_{6}} } è l'analogo del vanadio della kushiroite {\displaystyle \mathrm {(^{[M2]}Ca\,^{[M1]}Al\,^{[T]}(AlSi)O_{6})} }, esseneite {\displaystyle \mathrm {(^{[M2]}Ca\,^{[M1]}Fe^{3+}\,^{[T]}(AlSi)O_{6})} } e davisite {\displaystyle \mathrm {(^{[M2]}Ca\,^{[M1]}Sc^{3+}\,^{[T]}(AlSi)O_{6})} }, dove {\displaystyle \mathrm {[M2],[M1]} } e {\displaystyle {\ce {[T]}}} sono le posizioni nella struttura del pirosseno.
Oltre alla natalyite, la burnettite è il secondo pirosseno vanadio.
La composizione della burnettite della località tipo è:
- {\displaystyle \mathrm {^{[M2]}Ca_{1,04}\,^{[M1]}(V_{0,29}^{3+}Sc_{0,24}^{3+}Ti_{0,13}^{3+}Ti_{0,12}^{4+}Al_{0,09}Mg_{0,08})\,^{[T]}(Si_{1,01}Al_{0,99})O_{6}} }

C'è probabilmente una completa miscibilità della burnettite con davisite, grossmanite e kushiroite in base alle reazioni di scambio:
- {\displaystyle \mathrm {^{[M1]}V^{3+}=\,^{[M1]}Sc^{3+}} } (davisite)
- {\displaystyle \mathrm {^{[M1]}V^{3+}=\,^{[M1]}Ti^{3+}} } (grossmanite)
- {\displaystyle \mathrm {^{[M1]}V^{3+}=\,^{[M1]}Al^{3+}} } (kushiroite)

Il contenuto di magnesio dovuto alla formazione di cristalli misti con diopside
- {\displaystyle \mathrm {^{[M1]}V^{3+}+\,^{[T]}Al^{3+}=\,^{[M1]}Mg^{2+}+\,^{[T]}Si^{4+}} } (diopside)

e il titanio tetravalente (Ti4+) possono essere ottenuti mediante sostituzione accoppiata:
- {\displaystyle \mathrm {^{[M1]}V^{3+}+\,^{[T]}Si^{4+}=\,^{[M1]}Ti^{4+}+\,^{[T]}Al^{3+}} }

## Abito cristallino
La burnettite cristallizza con simmetria monoclina nel gruppo spaziale C2/c (gruppo nº 15) con 4 unità di formula per cella unitaria. I parametri reticolari del cristallo misto naturale sono a = 9,80 Å, b = 8,85 Å, c = 5.36 Å e β = 105,62°.
La struttura è quella del clinopirosseno. Il silicio (Si4+) e l'alluminio (Al3+) occupano la posizione {\displaystyle {\ce {T}}} tetraedrica circondata da 4 ioni ossigeno, il calcio (Ca2+) occupa la posizione ottaedrica {\displaystyle \mathrm {M2} } circondata da 6 ossigeni e la posizione {\displaystyle \mathrm {M1} }, anch'essa ottaedrica coordinata, è occupata dal vanadio (V3+).

## Origine e giacitura
La burnettite è stata finora trovata solo nei meteoriti, dove si trova in inclusioni ricche di calcio e alluminio (CAI) ricche di ossidi refrattari di scandio, vanadio, zircone e titanio. I pirosseni ricchi di vanadio sono stati trovati come incrostazioni, per lo più minuscoli aggregati di magnetite ricca di vanadio, scheelite, molibdenite, apatite e granuli di metalli di platino. Questi alieni, formatisi in condizioni ossidanti, esistevano prima della formazione di inclusioni ricche di calcio-alluminio, in cui essi stessi sono stati intrappolati e parzialmente assorbiti in condizioni estremamente riduttive. Il vanadio rilasciato in questo processo è stato incorporato in pirosseni ricchi di scandio-titanio-vanadio.
Un altro tipo di presenza di burnettite è costituito da piccole inclusioni di cristalli isolati nella melilite. Per loro, vengono discussi sia una formazione come condensato precoce dalla nebulosa presolare in raffreddamento (prima della melilite), sia la formazione come residuo di una fusione parziale e distillazione di elementi più volatili durante il riscaldamento di un CAI.
La località tipo è il meteorite Allende, una condrite carbonacea caduta nei pressi di Parral a Chihuahua, in Messico, l'8 febbraio 1969. La burnettite è stata scoperta qui nel CAI A-WP1, dove si presenta sotto forma di cristalli di pochi micrometri come inclusione isolata nella melilite. Rocce estranee con pirosseni ricchi di vanadio a contatto con i minerali del CAI sono stati trovati anche nel meteorite Allende.
Nella condrite CM2 di Murchison, la davisite ricca di vanadio è stata rinvenuta nel CAI "MURI", dove si trova insieme alla thortveitite, alla panguite e allo spinello.
Nel CAI 101.1 del meteorite Efremovka, una condrite carbonacea di tipo CV3, si presenta una davisite ricca di vanadio come incrostazione di perovskite, insieme a spinello e melilite ricca di gehlenite, in cui si trovano inclusioni di Ni-Fe metallico. La storia di queste inclusioni è complessa, a partire dalla condensazione precoce di composti calcio e alluminio ricchi di scandio, zirconio e terre rare, la ri-fusione e l'aggregazione di varie inclusioni e la successiva ossidazione.
Nel CAI NQW1-20 della condrite carbonacea di Ningqiang, la burnettite si trova come inclusione isolata nella gehlenite.
Davisiti ricche di titanio e vanadio sono state descritte anche nel CAI "R3C-01-U1" della condrite RBT-04143 del Roberts Massif in Antartide. Ancora una volta, si tratta di inclusioni isolate di cristalli molto piccoli nella gehlenite.